# Josh Sims
Joshua Samuel "Josh" Sims (ur. 28 marca 1997 w Yeovil) – angielski piłkarz, grający na pozycji skrzydłowego lub ofensywnego pomocnika w zespole Reading. Jest wychowankiem Southampton.

## Kariera piłkarska
Sims dołączył do akademii piłkarskiej Southampton w 2011 roku. 27 listopada 2016 roku po raz pierwszy znalazł się w składzie dorosłej drużyny, debiutując w podstawowym składzie. Ponadto w tamtym meczu zaliczył asystę przy bramce Charliego Austina już w pierwszej minucie spotkania. Święci zwyciężyli 1:0, a Sims zaliczył 95% skuteczność podań. 8 grudnia zadebiutował w rozgrywkach Ligi Europy przeciwko Hapoelovi Be'er Sheva. 25 stycznia 2017 roku wraz z drużyną wywalczył awans do finału Pucharu Ligi Angielskiej, w którym Święci pokonali w dwumeczu Liverpool. Sims zagrał w drugim meczu tego półfinału, wchodząc z ławki i zaliczył asystę przy golu Shane'a Longa.

## Kariera reprezentacyjna
Sims grał dla reprezentacji Anglii U-17, oraz U-18. Wystąpił na młodzieżowych Mistrzostwach Europy U-17 w 2014 roku.

## Sukcesy

### Klubowe
Southampton
- Puchar Ligi Angielskiej U-21: 2014/2015[6]

### Reprezentacyjne
- Mistrzostwo Europy U-17: 2014[7]